# Canella Challenger 1998
Il Canella Challenger 1998 è stato un torneo di tennis facente parte della categoria ATP Challenger Series nell'ambito dell'ATP Challenger Series 1998. Il torneo si è giocato a Biella in Italia dal 22 al 28 giugno 1998 su campi in terra rossa.

## Vincitori

### Singolare
Andrew Ilie ha battuto in finale  Jean-Baptiste Perlant con il punteggio di 6–7, 6–4, 6–4

### Doppio
Diego del Río /  Eric Taino hanno battuto in finale  Emanuel Couto /  João Cunha e Silva con il punteggio di 7–6, 5–7, 6–2